# Жидков, Олег Андреевич
Оле́г Андре́евич Жидко́в (7 января 1931, Голицыно, Московская область — 6 января 2005) — советский и российский учёный-американист, доктор юридических наук (1973), профессор (1974). 

## Биография
Окончил Московский юридический институт (1953). Специалист в области истории государства и права, антитрестовского законодательства США, истории судебного конституционного контроля. 
В 1956—1961 годах — доцент Томского государственного университета. В 1961—1997 годах — доцент, затем профессор, а в 1974—1977 годах и в 1983—1995 годах — декан факультета экономики и права Российского университета дружбы народов (РУДН); в 1970—1995 годах — заведующий кафедрой теории и истории государства и права РУДН. Также сотрудничал в Институте государства и права АН СССР и Институте США и Канады.
В 1993—1994 годах – советник председателя Государственного комитета РФ по антимонопольной политике. Участвовал в работе над проектом антимонопольного законодательства.
С 1967 года — член редколлегии журнала «Правоведение» («Известия высших учебных заведений»). В 1979—1989 годах — заместитель главного редактора журнала «Общественные науки за рубежом» (серия «Государство и право»).
В 1988—96 годах — член экспертного совета ВАК СССР (РФ). В 1976—1989 годах — вице-президент, член Исполкома Советской ассоциации политических наук. В разные годы — член правления Ассоциации советских юристов, Советского фонда мира.
С 2003 году по инициативе профессора Г. И. Муромцева в РУДН ежегодно проводятся научные конференции памяти О. А. Жидкова (Жидковские чтения).

## Избранная библиография
- Антитрестовское законодательство США (1963)
- Законодательство о капиталистических монополиях (1968)
- США: антитрестовское законодательство на службе монополий (1976)
- Верховный суд США: право и политика (1985)
- Соединенные Штаты Америки. Конституция и законодательные акты (1993; ответственный редактор и автор вступления).